# Pillar
Pillar – amerykański zespół grający muzykę chrześcijański hard rock, nu metal, metal. Pochodzi ze stanu Kansas, obecnie stacjonuje w miejscowości Tulsa, w stanie Oklahoma. Zaliczany obecnie do zespołów z nurtu christian rock.

## Historia
Pierwsze utwory z albumu Metamorphosis zawierały elementy muzyki gospel, a także funky. Wraz z kolejnym albumem Above Pillar wszedł w klimaty rapcore. Pierwszą nagrodę na Dove Awards zespół otrzymał w 2001 roku za album „Above”, w kategorii „Hard Music Album of the Year”, zaś rok później utwór „Live For Him” jako najlepsze hardrockowe nagranie roku.
Sukces zapewnił zespołowi album Fireproof wydany w 2002 roku, który miał się okazać najlepszym hardrockowym albumem owego roku w ramach Dove Awards. Utwór „Fireproof” natomiast także był nominowany w kategorii najlepszego hardrockowego nagrania roku, lecz nie odniósł zwycięstwa. Kiedy album ten rozszedł się w 300 tysiącach kopii, zespół rozpoczął pracę nad albumem Where do we go from here który był przełomowy dla stylu Pillar – oderwał ich od rapcoru, a utwory są zdecydowanie ostrzejsze i bardziej dynamiczne. Album ten zapewnił zespołowi jeszcze większą popularność, a dzięki klipowi do utworu „Bring Me Down”, który emitowany był nie tylko przez chrześcijańskie stacje, znacznie wzrosły rzesze fanów grupy.
Pod koniec 2006 wyszedł album The Reckoning, nominowany w ramach Dove Awards w kategorii „Najlepszy album rock lub gospel”. Ostatecznie jednak musiał ustąpić piosenkarce gospelowej Ashley Cleveland za płytę Before the Daylight’s Shot. Pillar uczestniczy regularnie na największych festiwalach muzyki chrześcijańskiej, m.in. Cornerstone, Soulfest, Creation i Christmas Rock Night. W 2006 roku zespół został uznany przez czytelników „CCM Magazine” za najlepszą grupę hardrockową. 26.02.2008 roku Pillar wydał For The Love of The Game.
Pod koniec 2008 roku, po zakończeniu trasy For The Love of The Fan Tour, basista Michael Wittig postanowił opuścić zespół i zająć się swoją rodziną. Jest także menadżerem grupy Stars Go Dim, a także One Minute Halo. Jego muzyczna działalność skupiła się na promowaniu ambitnych projektów chrześcijańskich. Miejsce Michaela zajął Rich Gilliand, który udzielał się w rapowym projekcie KJ-52, a jego pierwszy występ z Pillar miał miejsce na trasie „Creation”. Lester Estelle Jr. również opuścił Pillar tuż po For The Love of The Fan Tour. Pillar kilkakrotnie próbował znaleźć następcę Lestera. Najpierw był to James Holloway, potem Chase Lovelace. Ostatecznie w marcu 2009 do grupy dołączył Taylor Carroll.
17.07.2009 Pillar wydał album The Confessions i zajął się jego promocją.
Teksty Pillar oparte są na motywach biblijnych w odniesieniu do współczesnego świata, zaś wszyscy członkowie zespołu są chrześcijanami.

## Muzycy

### Skład zespołu
- Rob Beckley – rap/wokal (od 1998)
- Noah Henson – gitara (od 2001)
- Lester Estelle Jr. – perkusja (od 2002) (z przerwą od 2008-2012)
- Michael Wittig (Kalel) – gitara basowa (od 1998) (z przerwą od 2008-2012)

### Byli członkowie
- Brad Noone – perkusja (1998-2002)
- Travis Jenkins – gitara (1999-2001)
- Dustin Adams – gitara (1998-1999)
- Garrett Marquez – gitara (1998)
- Rich Gilliand – gitara basowa (od 2008-2013)
- Taylor Carroll – perkusja (od 2008-2013)

## Dyskografia
- Metamorphosis (EP) (1999)
- Above (2000)
- Fireproof (2002)
- Fireproof: Special Edition (2003)
- Broken Down: The EP (EP) (2003)
- Where Do We Go From Here? (2004)
- Where Do We Go From Here?: Special Edition (2005)
- Reckoning (2006)
- The Reckoning: Special Edition (CD/DVD)
- For The Love of The Game (2008)
- Confessions (2009)